# لاکلن نوریس
لاکلن نوریس (انگلیسی: Lachlan Norris؛ زادهٔ ۲۱ ژانویهٔ ۱۹۸۷) دوچرخه‌سوار اهل استرالیا است.
از باشگاه‌هایی که در آن بازی کرده‌است می‌توان به تیم دوچرخه‌سواری دراپاک، و تیم دوچرخه‌سواری دراپاک، و تیم دوچرخه‌سواری یونایتدهلثکر اشاره کرد.